# Danijel Kovačič
Danijel Kovačič (* 3. Juli 1987 in Rosenheim) ist ein ehemaliger deutsch-kroatischer Eishockeytorwart, der über mehrere Jahre bei den Krefeld Pinguinen in der Deutschen Eishockey Liga aktiv war.

## Karriere
Danijel Kovačič begann seine Karriere bei seinem Heimatverein, den Starbulls Rosenheim, bei denen er bis 2001 sämtliche Nachwuchsmannschaften bis hin zum DNL-Team durchlief. Ab der Saison 2005/06 stand der Linksfänger mit einer Förderlizenz der DEG Metro Stars für die Starbulls in der Oberliga zwischen den Pfosten und fungierte dabei als Back-up hinter Oliver Häusler. Zur Spielzeit 2007/08 unterschrieb der Deutsch-Kroate einen Vertrag bis 2010 bei den Krefeld Pinguinen aus der Deutschen Eishockey Liga, wo er die Rolle des Back-up-Goalies hinter dem Schweizer Reto Pavoni einnahm. Sein DEL-Debüt feierte Kovacic am 30. September 2007 beim Spiel in Ingolstadt, das Krefeld erst nach Verlängerung mit 4:5 verlor. Von 2008 bis 2010 war er mit einer Förderlizenz für die Landshut Cannibals ausgestattet, für die er in diesem Zeitraum zwei Spiele in der 2. Eishockey-Bundesliga bestritt. 2012 wurde sein Vertrag in Krefeld aufgelöst.
In der Saison 2012/13 stand Kovačič bei den Löwen Frankfurt unter Vertrag, ehe er seine Karriere beim TEV Miesbach ausklingen ließ. Im Juni 2015 beendete er seine Karriere.

### International
2005 stand Danijel Kovačič im Kader der deutschen Eishockeynationalmannschaft und nahm mit ihr an der U18-WM in Tschechien teil. Dort wurde er im ersten Gruppenspiel gegen Kanada zum „Man of the match“ und am Ende des Turniers zu einem der drei besten deutschen Spieler gewählt.

## DEL-Statistik
(Legende zur Torhüterstatistik: GP oder Sp = Spiele insgesamt; W oder S = Siege; L oder N = Niederlagen; T oder U oder OT = Unentschieden oder Overtime- bzw. Shootout-Niederlage; Min. = Minuten; SOG oder SaT = Schüsse aufs Tor; GA oder GT = Gegentore; SO = Shutouts; GAA oder GTS = Gegentorschnitt; Sv% oder SVS% = Fangquote; EN = Empty Net Goal; 1 Play-downs/Relegation; Kursiv: Statistik nicht vollständig)
(Stand: Ende der Saison 2010/11)